# ناحیه فرن، شهرستان هوبارد، مینه سوتا
ناحیه فرن (به انگلیسی: Fern Township) یک منطقهٔ مسکونی در ایالات متحده آمریکا است که در شهرستان هابارد، مینه‌سوتا واقع شده‌است.
 ناحیه فرن ۹۳٫۷ کیلومتر مربع مساحت و ۲۰۹ نفر جمعیت دارد و ۴۵۱ متر بالاتر از سطح دریا واقع شده‌است.